# Moritz Grossmann
Moritz Grossmann es una manufactura de relojes de pulsera de lujo con sede en Glashütte (Sajonia), Alemania. La producción anual de la firma es de aproximadamente 200 piezas.

## Historia
Durante la crisis financiera de 2007-2008, Christine Hutter (quien anteriormente había ocupado puestos en Wempe, Maurice Lacroix, Glashütte-Original y A. Lange & Söhne) fundó su propia marca de relojes de lujo, Moritz Grossmann, tras adquirir el derecho a usar el nombre de Karl Moritz Grossmann, fundador y director de la Escuela Alemana de relojería en el siglo XIX. Inicialmente, la empresa operaba desde su residencia personal en Dresde, pero poco después se trasladó a una antigua ferretería en Glashütte. En 2010, tras haber crecido hasta los 16 empleados, la empresa lanzó su primer modelo de producción y adquirió terrenos para edificar una nueva fábrica, cuya construcción se completó en 2013.

## Modelos
El Benu Tourbillon, diseñado por Jens Schneider, fue el primer reloj del mundo en utilizar un cabello humano como parte integral de su movimiento.
Otros modelos disponibles a partir de 2015 son el Benu, el Benu Power Reserve, el Atum, el Tefnut y el Tefnut Lady. Todos los modelos toman sus nombres de dioses egipcios.